# ジェナ・フィッシャー
ジェナ・フィッシャー（Jenna Fischer,  1974年3月7日 - ）は、アメリカ合衆国、インディアナ州出身の女優、映画監督、脚本家である

## 来歴
1974年、インディアナ州フォートウェインに生まれる。その後、ミズーリ州のセントルイスで育つ。6歳のころから演劇のワークショップなどに出席し、トルーマン州立大学ではジャーナリズム等を学んだ。
大学在学中に舞台で演劇の練習を積み、ロサンゼルスへ渡った後に本格的に女優としてのキャリアをスタートさせた。初めのうちは本の小さな役柄で映画やテレビに出演していたが、2004年に出演したインディーズ映画『LolliLove』で注目され、徐々に認知されるようになった。この作品では出演のみならず、監督と脚本もつとめており、作品の出来から演技以外の評価も得ている。翌年の2005年には、スティーヴ・カレル、レイン・ウィルソンらが出演したシットコム『ザ・オフィス』のレギュラーとして出演したことでブレイク。同作品はもともとはイギリスのオリジナルのリメイク作品で、アメリカ国内でも人気を博した。日本でもヒットを記録したウィル・フェレル主演の『俺たちフィギュアスケーター』では、ジョン・ヘダー演じる主役が心を寄せる娘を演じている。映画以外でもオフ・ブロードウェイ舞台など様々な分野で活躍する女優の一人である。

### 私生活
2000年に映画製作者のジェームズ・ガンと結婚。ガンとは監督・脚本・主演をつとめた『LolliLove』でも共演している。しかし、2008年に離婚し、2010年に脚本家のリー・カークと再婚した。2014年に第二子を出産。

## フィルモグラフィー

### 映画
| 年   | 邦題/原題                                                      | 役名                             | 備考           |
| ---- | -------------------------------------------------------------- | -------------------------------- | -------------- |
| 2004 | めざせ! スーパーの星 Employee of the Month                     | ウィスパー                       |                |
| 2005 | 40歳の童貞男 The 40-Year-Old Virgin                            | 女性1                            | クレジットなし |
| 2006 | スリザー Slither                                               | シェルビー                       |                |
| 2007 | 俺たちフィギュアスケーター Blades of Glory                     | ケイト・ヴァン・ウォルデンバーグ |                |
| 2007 | 最凶家族計画 The Brothers Solomon                              | ミシェル                         |                |
| 2007 | ウォーク・ハード ロックへの階段 Walk Hard: The Dewey Cox Story | ダーレン・マディソン             |                |
| 2009 | ソリタリー・マン Solitary Man                                  | スーザン・ポーター               |                |
| 2010 | リトル・ヘルプ A Little Help                                   | ローラ・ペルーケ                 |                |
| 2011 | ホール・パス/帰ってきた夢の独身生活＜1週間限定＞ Hall Pass     | マギー                           |                |
| 2012 | ジャイアント・メカニカル・マン The Giant Mechanical Man        | ジャニス                         |                |
| 2017 | 47歳 人生のステータス Brad's Status                            | メラニー・スローン               |                |
| 2018 | 15時17分、パリ行き The 15:17 to Paris                          | ハイディ・スカロトズ             |                |

### テレビ
| 年          | 邦題/原題                                                | 役名                     | 備考                         |
| ----------- | -------------------------------------------------------- | ------------------------ | ---------------------------- |
| 2002        | 恋するマンハッタン What I Like About You                 | キム                     | 1エピソード                  |
| 2003        | ダナ & ルー リッテンハウス女性クリニック Strong Medicine | カミール・フリーモント   | 1エピソード                  |
| 2003        | ミスマッチ Miss Match                                    | コニー                   | 1エピソード                  |
| 2004        | コールドケース 迷宮事件簿 Cold Case                      | ドティ (1943年)          | 1エピソード                  |
| 2005        | ザット'70sショー That '70s Show                          | ステイシー・ワナメイカー | 1エピソード                  |
| 2005        | シックス・フィート・アンダー Six Feet Under              | シャロン・キニー         | 2エピソード                  |
| 2005 - 2013 | ザ・オフィス The Office                                  | パム・ビーズリー         | メインキャスト 187エピソード |